# Elohim Prandi
Pour les articles homonymes, voir Prandi.
Elohim Prandi, né le 24 août 1998 à Istres, est un handballeur international français  évoluant au poste d'arrière gauche du Paris Saint-Germain.
Il est le fils de Raoul Prandi, demi-centre international de handball et quatrième aux Jeux olympiques d'Atlanta, et de Mézuela Servier, ancienne capitaine de l'équipe de France féminine de handball.

## Biographie

### Jeunesse
Elohim Prandi est le fils de deux internationaux de handball, Raoul Prandi, ancien demi-centre, et Mézuela Servier, ancienne capitaine de l'équipe de France féminine.

### Parcours en club
Formé à l'US Ivry par Daniel Hager notamment, il joue ses premiers matchs avec l'équipe professionnelle en mars 2016 à moins de 18 ans. Lors de la saison 2016/17, il est régulièrement appelé par Rastko Stefanovič en équipe première (24 matchs).
Néanmoins, il décide de rejoindre en 2017 l'USAM Nîmes Gard pour signer son premier contrat professionnel. Son choix est notamment motivé par le fait que l'entraîneur de Nîmes, Franck Maurice, est son parrain.
Après deux saisons prometteuses à Nîmes ponctuées de près de 200 buts en 50 matchs de championnat, il signe en juillet 2019 un contrat de trois ans au Paris Saint-Germain à compter de la saison 2020-2021.
Avec le club parisien, il participe Final Four de la Ligue des champions 2019-2020, reporté en décembre 2020 du fait de la pandémie de Covid-19, mais le PSG est battu en demi-finale par le Barça et termine finalement à la troisième place. Au terme de la saison 2020/2021, Prandi et les Parisiens s'inclinent à nouveau en demi-finale de la Ligue des champions mais ils ont auparavant remporté les deux compétitions nationales, le Championnat et la Coupe de France.
En juin 2023, il subit une fracture de la main gauche lors d'un match de championnat contre le Handball Club de Nantes.
En 2023-2024, il est un élément majeur du club parisien. Reconnu initialement pour sa puissance de frappe, il a progressé dans d'autres secteurs de jeu, étant qualifié de joueur « impactant, capable de tirer, de passer, capable de défendre » devenu « hyper complet » selon Thierry Anti.

### Parcours en équipes nationales
À compter de 2015, il est sélectionné en équipes de France jeunes et junior et devient champion d'Europe en 2016, champion du monde en 2017 puis champion du monde junior en 2019.
Le 24 octobre 2019, il connait sa première sélection en équipe de France à l'occasion de la première étape de la Golden League 2019-2020 contre le Danemark,. Auteur de 7 buts en 2 matchs, il marque le jet de 7 mètres décisif lors de la séance de tirs au but de la finale face à l'Espagne.
À l'occasion du Championnat d'Europe 2020, il participe à sa première compétition internationale, mais l'expérience tourne court puisque la France est éliminée dès le tour préliminaire tandis que, à titre individuel, Prandi termine la compétition à 2 buts sur 10 tirs en 40 minutes de jeu.
Par la suite, il doit renoncer au dernier moment au Championnat du monde 2021 à cause d'une compression nerveuse de son épaule droite puis au Tournoi de qualification olympique en mars 2021 à cause d'une entorse à la cheville. Puis, il n'est finalement pas retenu parmi les 15 joueurs participant aux Jeux olympiques de Tokyo en juillet 2021.
Le 1er janvier 2022, au petit matin, il est poignardé de six coups de couteau dans le dos dans le VIIIe arrondissement de Paris (dans une soirée privée, d'après Elohim Prandi, alors que certains articles avaient tout d'abord parlé d'une agression dans la rue,). Par chance, aucun de ses organes vitaux n’a été touché et son pronostic vital n'est pas engagé mais il reste douze jours en observation à l'hôpital. Prandi avait raté le premier rassemblement de l'équipe de France avant le réveillon du jour de l'An à cause d’un résultat de test de dépistage au Covid-19 positif, mais il espérait réintégrer le groupe et participer à l'Euro 2022 en Hongrie, compétition à laquelle il doit donc à nouveau renoncer.
Le 26 janvier 2024, lors de la demi-finale du championnat d'Europe face à la Suède, Elohim Prandi égalise d'un jet franc à douze mètres à la dernière seconde du temps réglementaire (27-27), permettant aux Bleus d'aller en prolongations, puis de s'imposer 34-30 et de se qualifier pour la finale,,. Il remporte son premier titre avec l'équipe de France deux jours plus tard grâce à un succès (33-31) face au Danemark.
Aux Jeux olympiques de Paris, il veut prouver qu'il est devenu un joueur complet, à l'ambition assumée mais lui comme ses coéquipiers passent à côté de leur compétition et sont finalement éliminés dès les quarts de finale, une défaite qu'il a eu du mal à digérer.
Pour le championnat du monde 2025, il entre en cours de compétition après avoir contracté une luxation de l'épaule gauche le 6 novembre contre le Suède en match amical et contribue à la médaille de bronze remportée par les Bleus.

## Palmarès

### En clubs
Compétitions internationales
- Troisième de la Ligue des champions en 2020[27] et 2021 avec le Paris Saint-Germain

Compétitions nationales
- Vainqueur du Championnat de France en 2021, 2022, 2023, 2024, 2025 avec le Paris Saint-Germain
- Vainqueur de la Coupe de France en 2021, 2022 avec le Paris Saint-Germain
- Vainqueur du Trophée des Champions 2023 avec le Paris Saint-Germain
  - Finaliste en 2018 avec l'USAM Nîmes Gard

### En équipes de France
Équipe de France A
- Championnats du monde :
  -  Médaille d'argent au championnat du monde 2023 en Suède et en Pologne
  -  Médaille de bronze au championnat du monde 2025
- Championnats d'Europe :
  - 14e place au championnat d'Europe 2020 en Suède, en Autriche et en Norvège
  -  Médaille d'or au championnat d'Europe 2024 en Allemagne
- Jeux olympiques
  - 8e place au Jeux olympiques de 2024

Équipes de France jeunes et junior
- médaille d'or au Championnat d'Europe des -18 ans en 2016
- médaille d'or au championnat du monde jeunes en 2017
- médaille d'argent au Championnat d'Europe des -20 ans en 2018
- médaille d'or au championnat du monde junior en 2019

### Distinctions individuelles
- Élu meilleur arrière gauche du Championnat de France 2022-2023
- Nommé dans l'élection du meilleur arrière gauche du championnat de France en 2018/19
- Nommé dans l'élection du meilleur espoir du championnat de France en 2017/18

## Galerie

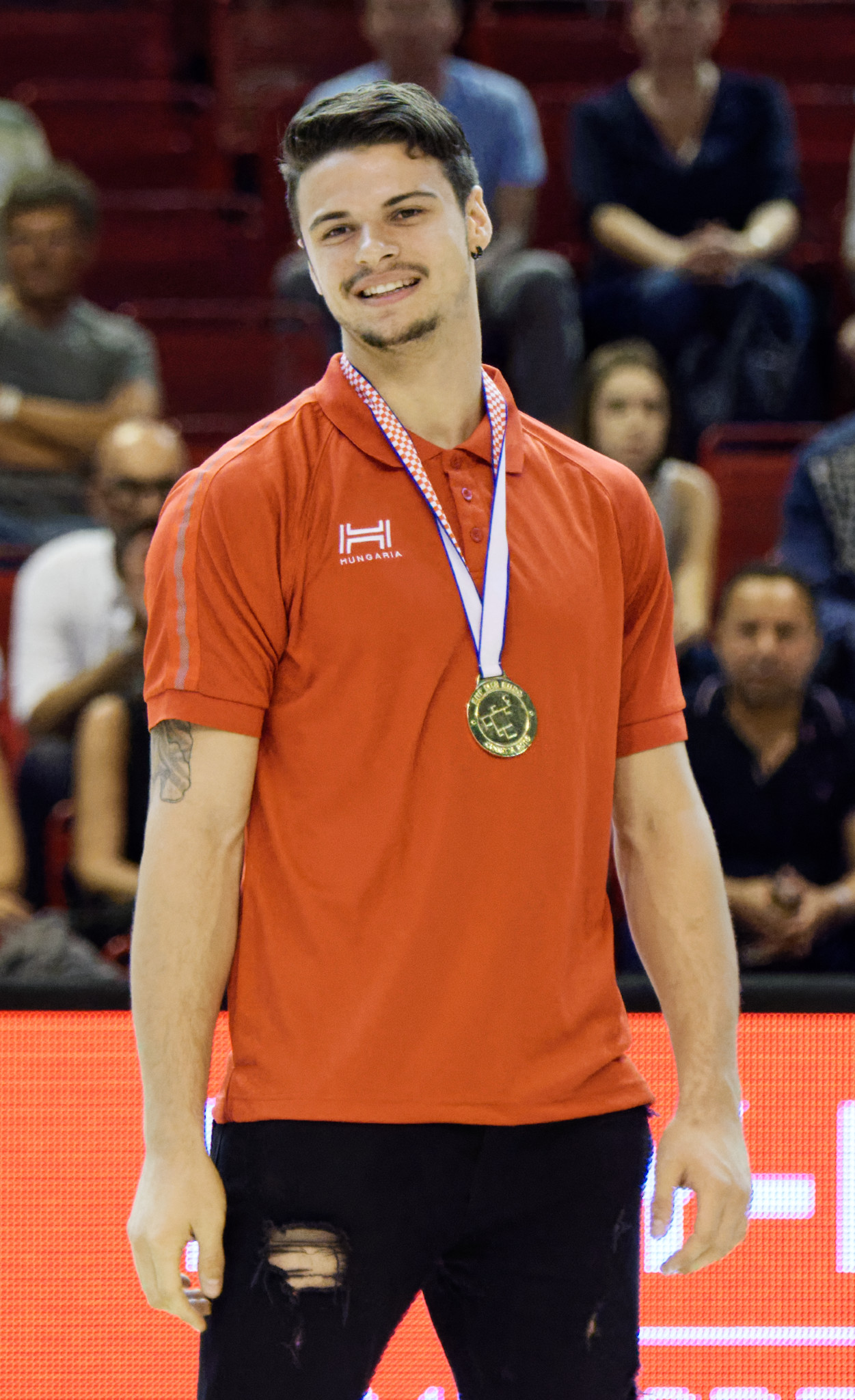
Avec Ivry en sept. 2016
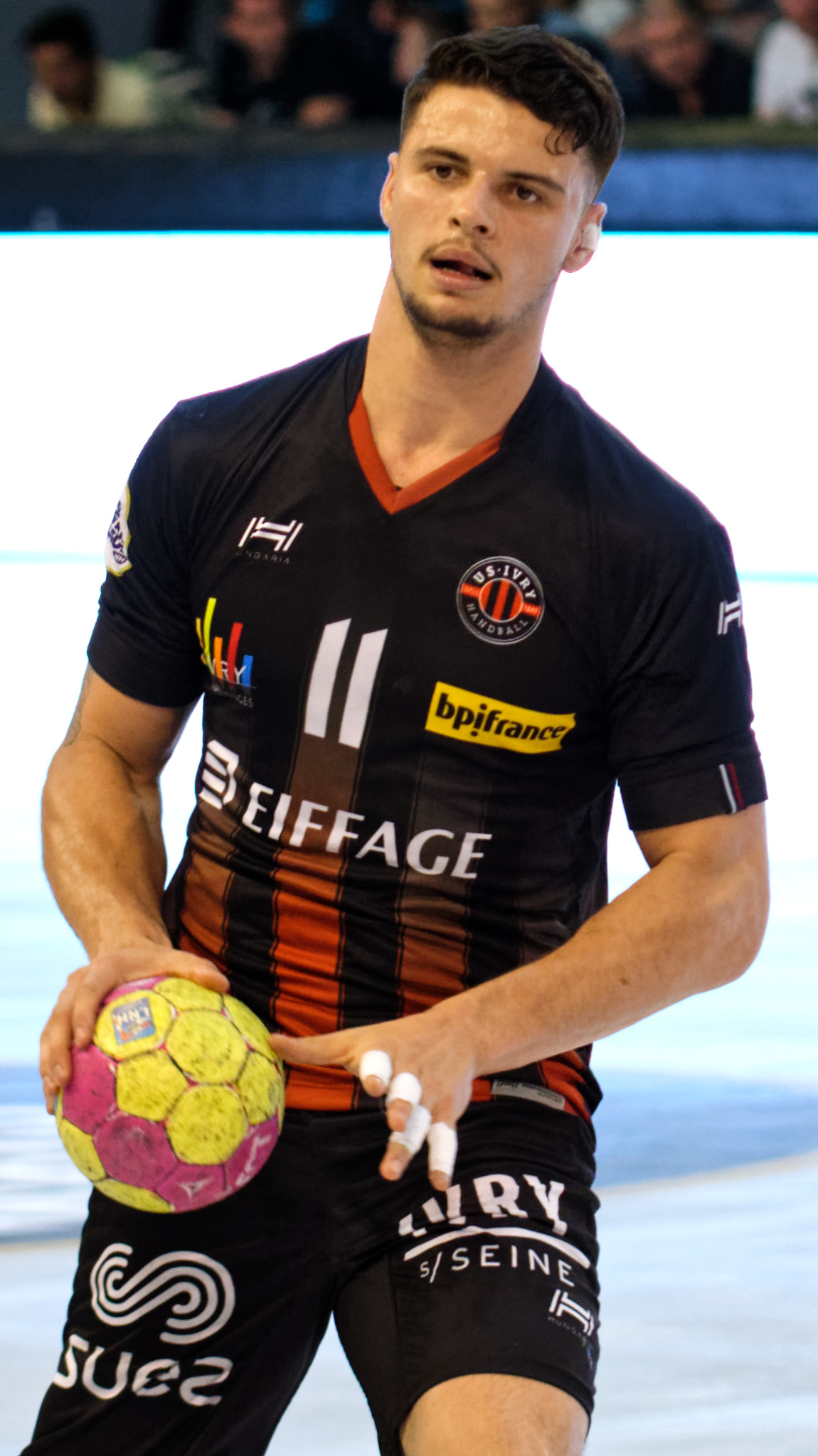
Avec Ivry en mai 2017
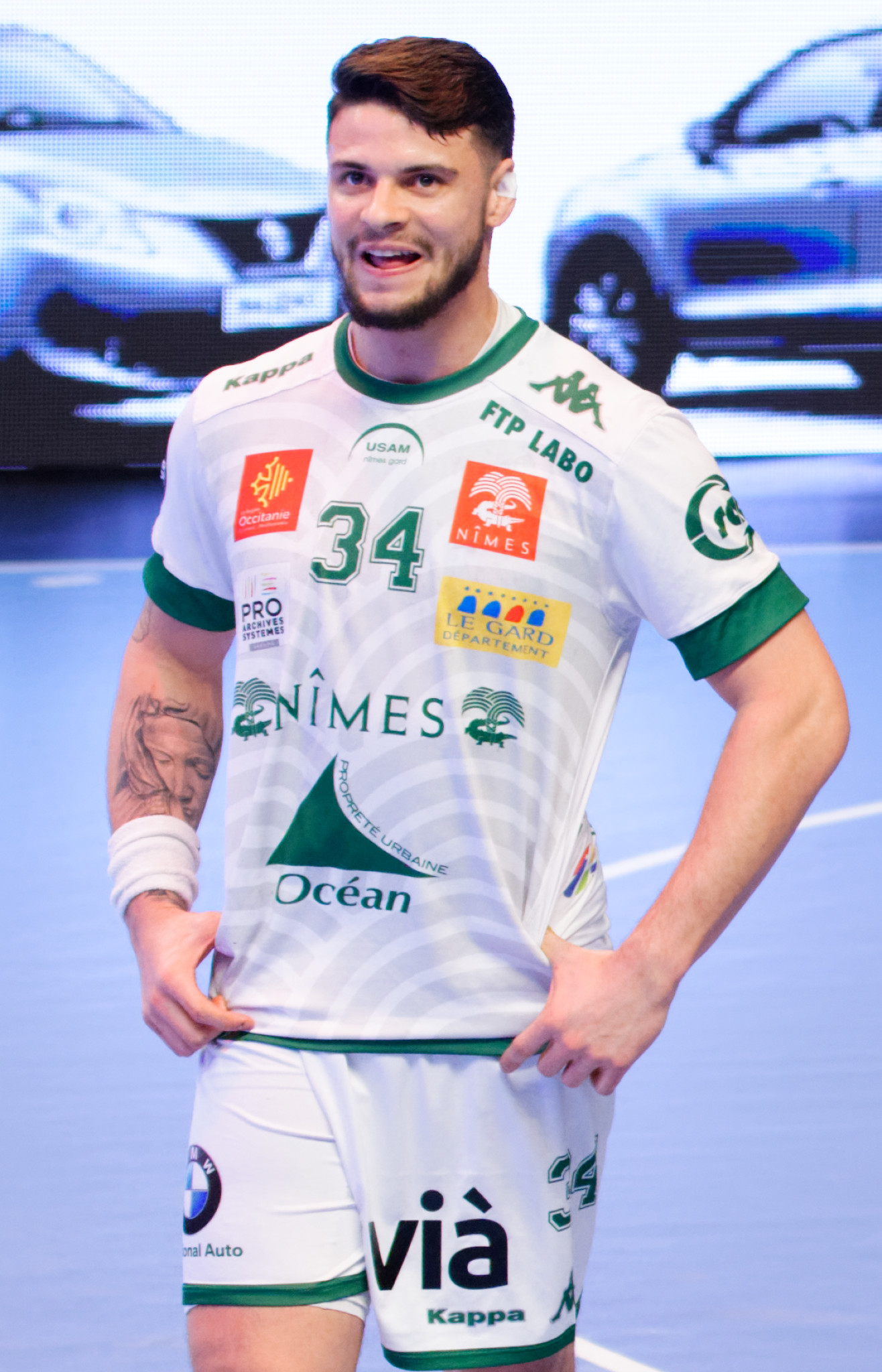
Avec Nîmes en mars 2018
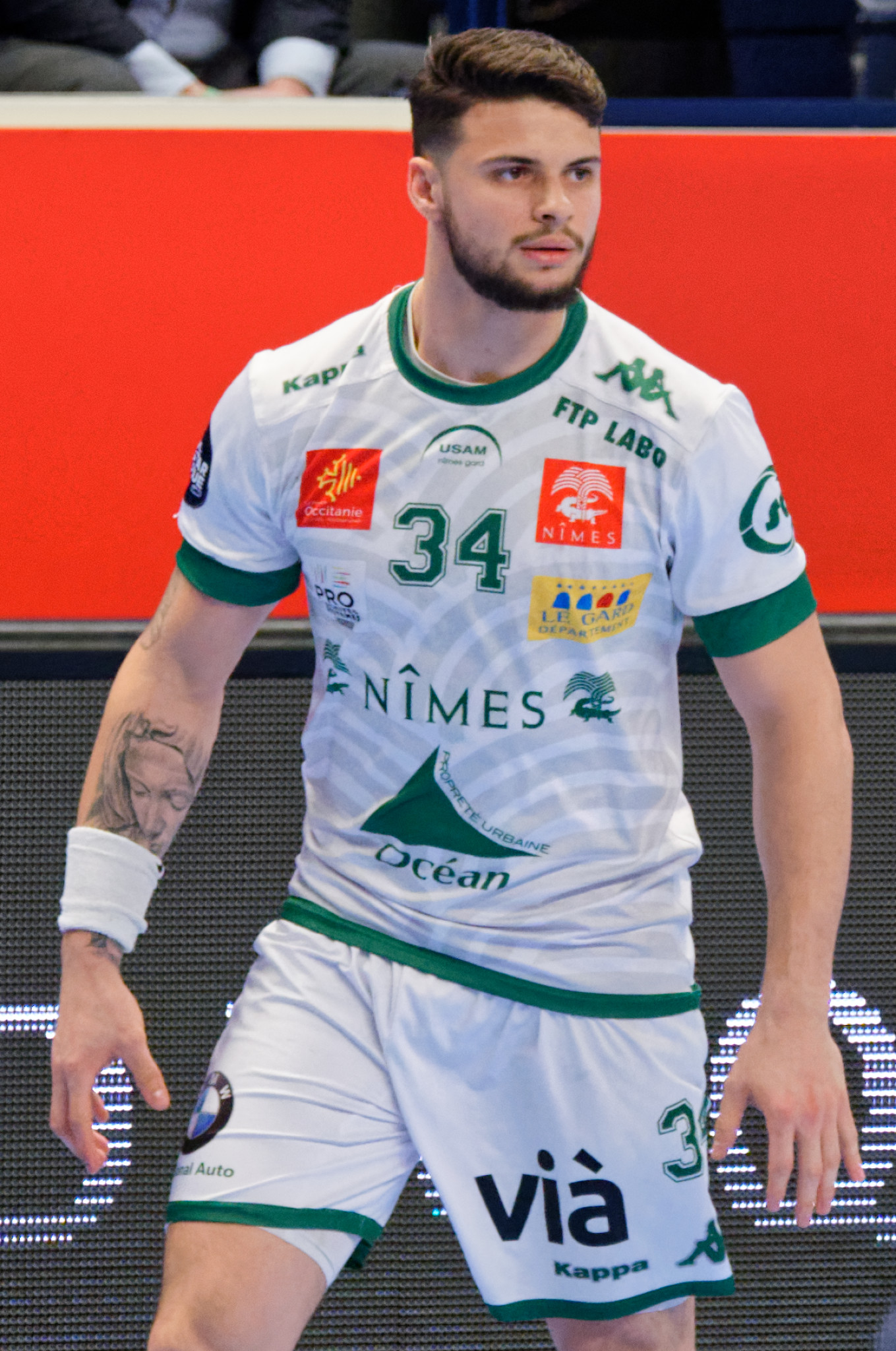
idem